# Adolf Tandefelt
Adolf Tandefelt, född 8 augusti 1747 på godset Koskipää i Hartola socken, Tavastland, död 5 januari 1822 i Helsingfors, var en finsk friherre och ämbetsman.
Tandefelt blev student vid Kungliga Akademien i Åbo 1761, auskultant i Åbo hovrätt 1763 och auditör vid arméns flotta 1772. Då Jacob Magnus Sprengtporten i juli 1772 begav sig till Finland för att där genomföra den med Gustav III uppgjorda revolutionsplanen, åtföljde Tandefelt honom som fältsekreterare och författade sedermera det manifest om revolutionen, som spreds i Finland. Han vann därigenom konungens gunst och snabb befordran, kallades 1775 till assessor vid hovrätten i Vasa och utnämndes till landshövding 1782 i Uleåborgs och 1785 i Vasa län. Som landshövding förvärvade han sig genom nit och omtänksamhet allmänhetens förtroende. 1794 entledigades han av Gustav IV Adolfs förmyndarregering. 1800-1805 var han ledamot av Högsta domstolen och utnämndes sistnämnda år till president i Åbo hovrätt. Vid riksdagarna 1778 och 1800 var Tandefelt ledamot av lagutskottet. Då Borgå lantdag 1809 skulle öppnas, utsågs han att som justitiekansler förrätta de, enligt ordningen vid svenska riksdagarna, rikskansleren åliggande göromålen och upphöjdes samtidigt i friherrligt stånd. På grund av präste- och bondeståndens val kallades han därefter till främste ledamot i regeringskonseljens justitiedepartement, en post han innehade till sin död. I det politiska livet ingrep Tandefelt inte aktivt under senare delen av sin levnad.